# رافليسية
الرافليسية (الاسم العلمي: Rafflesiaceae) هي فصيلة من النباتات تتبع رتبة الملبيغيات من طائفة الوردانية.

## الأجناس
- السبرية
  - سبرية الهيمالايا
- الرافليسيا